# Talia De Troyer
Pour les articles homonymes, voir De Troyer.
Talita De Troyer, née le 4 janvier 2000 à Alost, est une gymnaste acrobatique belge.

## Carrière
Aux Jeux européens de 2019 à Minsk, elle remporte la médaille d'or au concours général par équipes et à l'exercice dynamique par équipes et la médaille d'argent à l'exercice statique par équipes, avec Britt Vanderdonckt et Charlotte Van Royen.